# ليون كولغوش
ليون إف كولجوز (5 مايو 1873 - 29 أكتوبر 1901) عامل أمريكي من أتباع الفكر اللاسلطوي، اشتهر بعد اغتياله الرئيس ويليام ماكينلي في 6 سبتمبر 1901، في بوفالو، نيويورك. توفي ماكينلي متأثرا بجراحه في 14 سبتمبر بعد أن أصيب جرحه بالعدوى. قبض على كولجوز متلبسًا، وتمت محاكمته وإدانته وإعدامه من قبل ولاية نيويورك بعد سبعة أسابيع في 29 أكتوبر 1901.

## عقيدته
استمد من عقيدته من عقيدة إيما غولدمان بعد أن استمع إلى محاضراتها ذات الروح الشبابية والشخصية القيادية والتي تملك القدرة على الإقناع، تلك العقيدة التي تنصّ على وجوب إزالة جميع الحكّام، ويقول ليون :
" لقد استقرت كلمات غولدمان في عقلي .. وعندما غادرت قاعة المحاضرة كنت قد اقتنعت تماماً بوجوب القيام بعمل بطولي في سبيل هذه القضية التي آمنت بها."

## التخطيط لاغتيال الرئيس مكينلي
في نهاية شهر أغسطس سنة 1901م، قرأ ليون أن الرئيس مكينلي سيحضر معرض أمريكا في بوفالو,توجه ليون إلى بوفالو، واستأجر غرفة في أحد بيوت الضيافة فوق أحد الصالونات، وعاش الأيام ينتظر الوقت المناسب، ثم اشترى ليون مسدساً من عيار 32 ، وتوجّه إلى أرض المعرض، وخطط في مخيّلته لقتل الرئيس لدى مغادرته عربة القطار مباشرة، لكن الشرطة أبعدت الجمهور إلى الوراء، اندس ليون بين الجمهور الذي كان يصغي لخطاب الرئيس، لكن مرة أخرى لم يتمكّن من الاقتراب والتسديد بشكل جيد .

## إغتياله الرئيس الأمريكي مكينلي
اقترب من الرئيس ليصافحه، ثم أزاح المنديل من يده، وأظهر المسدس ، ثم أطلق النار مرتين فأصابت في بطنه وصدره، وأرداه قتيلاً، ثم انقض الحراس على ليون وأقتيد إلى الشرطة .

## محاكمته
حوكم ليون، واعتبر مذنباً، وحكم عليه الإعدام بالكرسي الكهربائي , ورغم ذلك لم يظهر ليون ندمه وظلّ يقول : " لقد قتلت الرئيس لأنه كان عدو الناس الطّيبين .. لست آسفاً على ما فعلت ."
تم توصيل التيار الكهربائي إلى الكرسي، ومات ليون، ثم وضعت جثته في القبر وسُكب عليها حمض الكبريت , وقد قدرّ الأطباء أن الجثة ستذوب خلال 12 ساعة .

## ما بعد إعدام ليون
حتى اللحظة الأخيرة، أصرّ ليون على أنه تصرّف بمفرده، لكن الشرطة والصحافة والرأى العام رفضوا تصديق ذلك .
وفي شيكاغو ، ألقى القبض تسعة فوضويين في السجن بتهمة التآمر لاغتيال الرئيس، ثم أطلق سراحهم، بعد عشرين يوماً بسبب عدم وجود دليل إدانتهم، وفي نيويورك ، اعتقل جون جوزيف موست الفوضوي الشهير بعد نشره مقالةً لاهبة في صحيفة ناطقة باللغة الألمانية . وهكذا، في العديد من الولايات، جرت ملاحقة مجموعة لأتباع ذلك المذهب الفلسفي، وجرى الاعتقال الأكثر أهمية في سانت لويس - ميسوري ، حيث اعتقلت الشرطة إيما غولدمان التي ألهبت بكلامها خيال ليون وجعلته يقتل الرئيس، وسُجنت إيما غولدمان في شيكاغو ثم أطلق سراحها بعد أن تدخل الكنيس اليهودي في نيويورك لمصلحتها .

## معرض صور

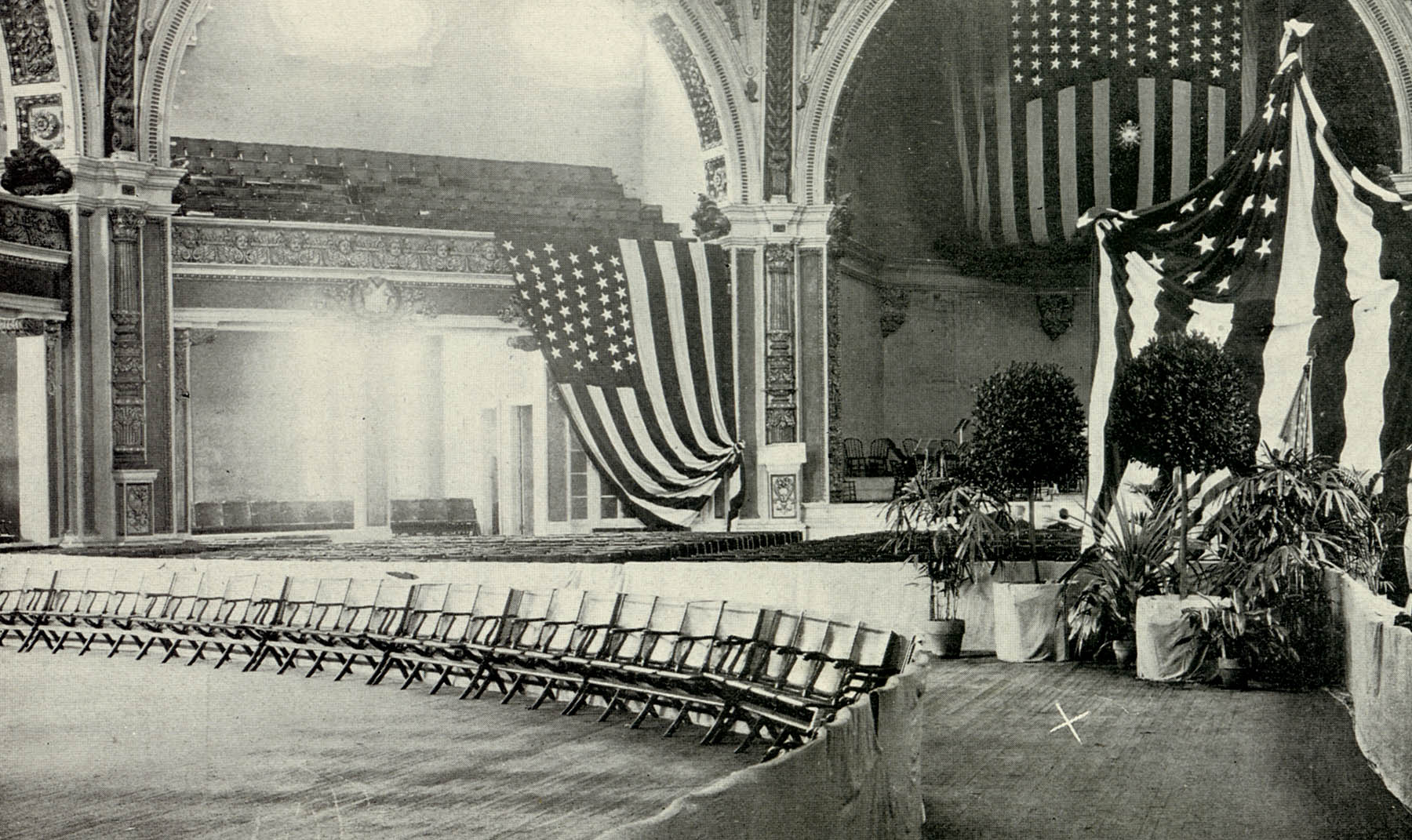
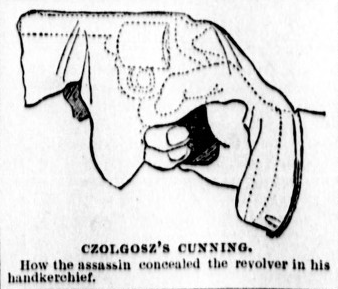
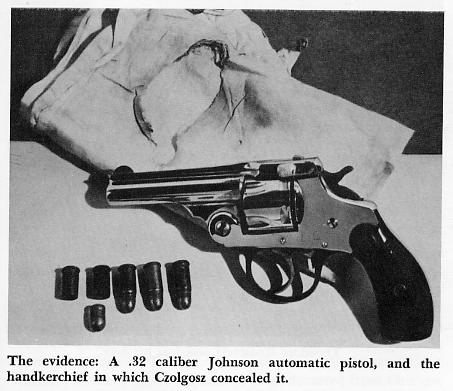
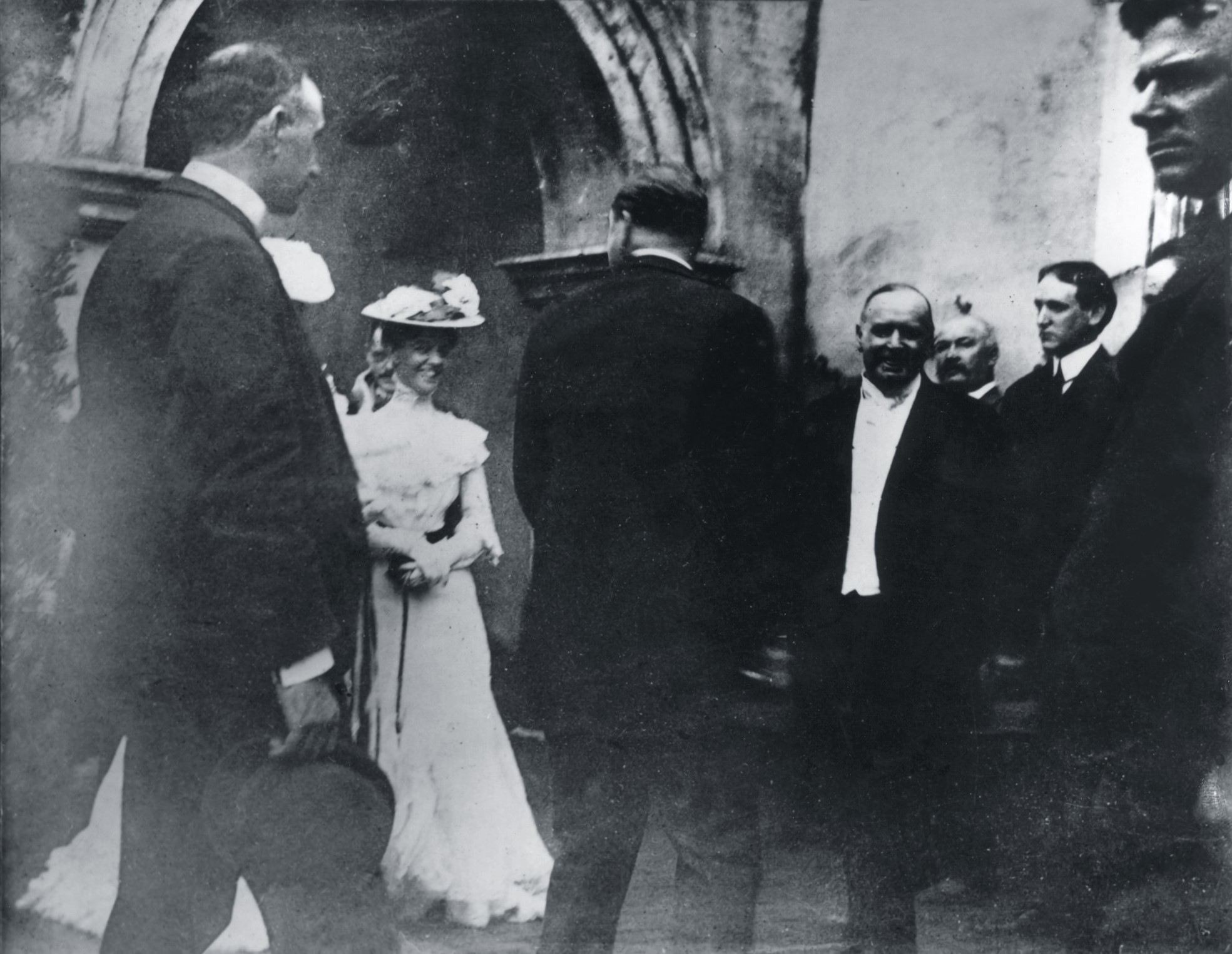

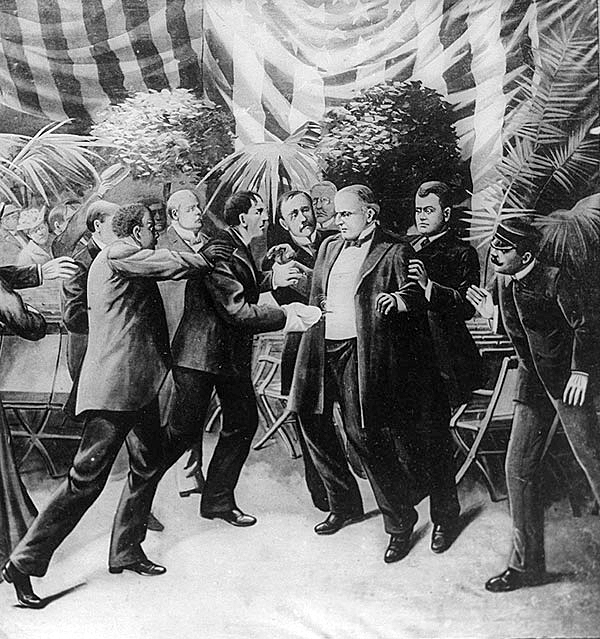
ليون يطلق النار على الرئيس مكينلي وجهاً لوجه ، وهو يغطي المسدس بمنديل أبيض.

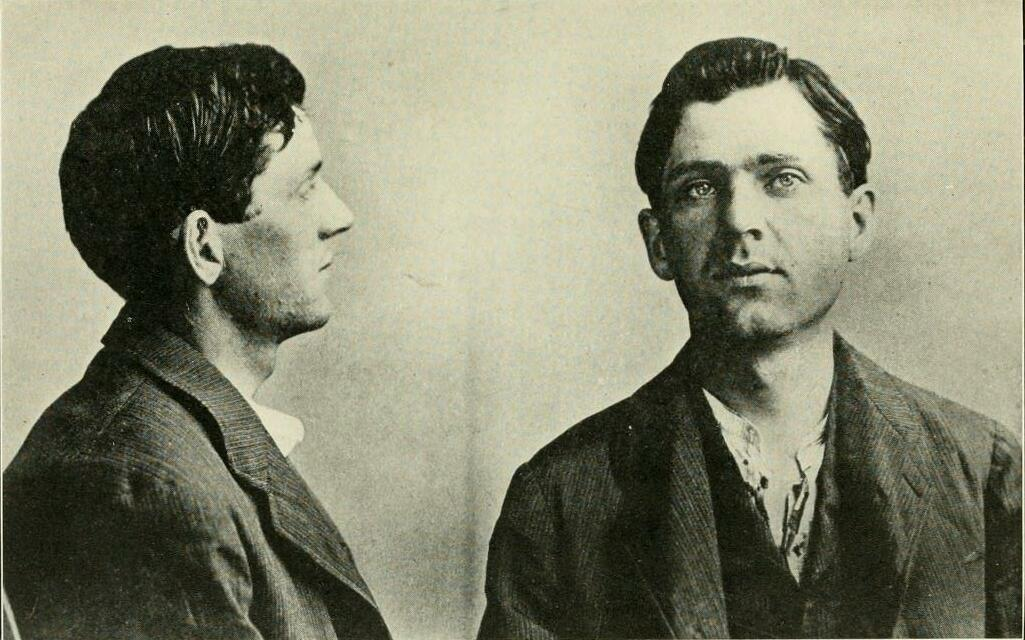
صورة لليون أثناء اعتقله من قبل الشرطة.